# Listă de seriale TV despre Roma antică
Aceasta este o listă de seriale de televiziune despre Roma antică (cu acțiunea în Regatul Roman, Republica Romană și Imperiul Roman). Unele seriale TV au doar o parte a acțiunii stabilită în Roma antică.

## Regatul Roman
- Mistere romane[1] (Roman Mysteries)[2] (2007) - serial TV, cu Francesca Isherwood ca Flavia Gemina

## Republica Romană

### Republica Romană timpurie
- Episodul 4: Revoluție (serialul Roma Antică)[3][4]-documentar dramă despre reformele lui Tiberius Gracchus

### Răscoala lui Spartacus
- Spartacus[5][6] (miniserial TV) (2004), regia Robert Dornhelm, cu Goran Višnjić ca Spartacus
- Spartacus (serial TV) (2010-13)[7][8][9]
  - Spartacus: Nisip însângerat (2010) - sezonul I, cu Andy Whitfield ca Spartacus, Manu Bennett ca Crixus, Peter Mensah ca Oenomaus, John Hannah ca Lentulus Batiatus și Craig Parker ca Gaius Claudius Glaber
  - Spartacus: Zeii Arenei (2011) - prequel al Spartacus: Nisip însângerat. Scenariul din Zeii Arenei prezintă viața lui Lentulus Batiatus (John Hannah) ca lanista și perioada în care Gannicus (Dustin Clare) era gladiator.
  - Spartacus: Răzbunarea (2012) - sezonul II, sequel al Spartacus: Nisip însângerat, cu Liam McIntyre înlocuindu-l pe Andy Whitfield în rolul lui Spartacus, după moartea neașteptată a lui Whitfield în 2011.
  - Spartacus (Spartacus: War of the Damned) (2013) sezonul III

### Cleopatra
- Cleopatra[10][11] (1999) mini-serial TV cu Timothy Dalton ca Iulius Cezar, Billy Zane ca Marc Antoniu, Leonor Varela ca regina Cleopatra

### Iulius Cezar
- Julius Caesar (miniserie TV) (2002)
- Imperiul (Empire, 2005)[12]
- Roma[13] (2005) - - Asasinarea lui Iulius Cezar și războiul civil al Liberatores
- Episode one: Caesar (Ancient Rome: The Rise și Fall of an Empire, Roma Antică) - documentar drama despre Războaiele Galice și despre războiul civil al lui Iulius Cezar[14]

## Imperiul Roman

### Secolul I î.Hr.
- The Caesars[15][16] (1968) regia Derek Bennett
- Empire (2005)
- Imperium: Augustus[17] (2003) (parte a seriei Imperium), regia Roger Young

### Viața luiIisus Hristos
- Quo Vadis? (1985) – miniserial regizat de Franco Rossi
- Ben Hur (2010) – miniserial de Steve Shill

### Domnia luiTiberius,CaligulașiClaudius
- Eu, Claudius (I, Claudius, serial TV produs de BBC) (1976) - cu Derek Jacobi în rolul lui Claudius[18]

### Domnia luiNero
- Episode two: Nero(Ancient Rome: The Rise și Fall of an Empire)-documentar drama despre domnia lui Nero

### Revolta luiBoudica
- Warrior Queen (1978) - serial TV despre revolta lui Boudica

### Dinastia Flaviană
- Masada (miniserie) (1985) - mini serie despre Asediul Masadei în Marea Revoltă a Evreilor
- Colosseum: Rome's Arena of Death -documentar BBC despre adevărata viață a gladiatorului Verus care a luptat în Colosseumul din Roma în timpul domniei lui Titus
- Episode three: Rebellion(Ancient Rome: The Rise și Fall of an Empire) documentar despre Marea Revoltă a Evreilor

### 310-315 AD
- Episodul cinci: Constantin(Ancient Rome: The Rise și Fall of an Empire) documentar drama despre creștinism

### Despre Attila
- Attila (2001) - cu Gerard Butler ca Attila

### Imperiul târziu
- Episodul 6: The Fall of Rome(Ancient Rome: The Rise și Fall of an Empire)- documentar dramă despre jefuirea Romei de către Alaric.